# This Man
This Man, selon le site internet de canulars créé en 2008 par le spécialiste du marketing italien Andrea Natella intitulé Ever Dreamed This Man, est un homme qui aurait été vu en rêve à plusieurs reprises par plus de 2 000 personnes dans le monde depuis 2006, sans jamais avoir été aperçu en réalité. Natella crée le site en 2008, mais ce n'est qu'en octobre 2009 qu'il attire l'attention de la presse et des internautes. La notoriété de This Man engendre plusieurs mèmes internet, des références dans des films et des émissions de télévision comme The X-Files, et une série de manga basée sur le canular de l'hebdomadaire Shōnen Magazine. En 2010, Natella confirme que This Man est un canular qui fait partie d'une opération de guérilla marketing ; certaines sources affirment qu'il est destiné à promouvoir un film du même nom de Bryan Bertino et Ghost House Pictures mais qui n'a finalement jamais été réalisé.

## Histoire du canular
Comme Ever Dreamed This Man, le site Web ThisMan.org affirme que This Man a d'abord été dessiné par un « célèbre psychiatre » New Yorkais (le site ne donne aucun nom) en janvier 2006, lorsqu'il traite une patiente qui prétend avoir vu This Man dans ses rêves à plusieurs reprises. Quelques jours plus tard, l'un des patients masculins du psychiatre reconnaît l'homme sur le dessin et affirme qu'il a également vu l'homme pendant son sommeil. Les deux patients disent ne jamais l'avoir rencontré dans la réalité. Le psychiatre a ensuite envoyé le dessin à quatre autres collègues qui traitaient avec des patients qui faisaient des rêves à répétitions, quatre d'entre eux ont reconnu l'homme et l'ont décrit comme étant « This man ».
À la suite de cet événement, plus de 2 000 personnes vivant dans différentes villes du monde comme Los Angeles, Berlin, São Paulo, Téhéran, Beijing, Rome, Barcelone, Stockholm, Paris, New Delhi et Moscou affirment avoir vu l'homme dans leur sommeil. Certains témoignages anonymes d'individus ayant eu un rêve relatif à This Man prétendent qu'il serait brésilien, instituteur, doté d'un sixième doigt. Les témoignages relatent des expériences différentes : Romantique, sexuelle, des situations périlleuses, voler en compagnie de l'homme et parfois le simple fait d'être observé par l'homme.
Interrogé par le magazine Vice pour un article qui prenait le mythe au sérieux, Andrea Natella explique qu'il a d'abord rêvé de This Man avant de savoir qui il était vraiment, et que This Man « l'a invité à créer un site web pour trouver une réponse concernant son apparence ». En suivant les instructions de This Man, il a non seulement réalisé le site mais a aussi produit le portrait robot de l'homme à l'aide d'une application pour appareil mobile.
Aucun individu ressemblant à This Man n'a jamais été identifié. Les rêveurs n'avaient aucun lien particulier les rattachant. Sa voix aussi n'a pas été identifié, puisqu'il est plus difficile de se souvenir de la partie audio que de la partie visuelle d'un rêve. Il est aussi rare que This Man parle. Natella affirme avoir reçu des courriers comparant l'homme a des personnages fictifs, comme à un gourou indien nommé Arud Kannan Ayya, sans présenter aucune preuve.
ThisMan.org a suggéré cinq théories tentant d'expliquer ces phénomènes: 
- This Man est un exemple du concept de Carl Jung de « l'image archétypale » inconsciente que les gens voient dans des situations de vie très difficiles.
- This Man est une manifestation de Dieu.
- Une entreprise qui conditionne mentalement plusieurs personnes pour rêver du même homme.
- Certaines personnes ne rêvent de l'homme qu'après avoir appris que d'autres le voyaient.
- Parce qu'il est difficile pour les humains de se souvenir du visage des gens dans les rêves, et utilisent à tort le portrait robot de Natella pour décrire les personnes dans leurs rêves récurrents.

## Démystification
Une fois This Man très largement exposé, plusieurs utilisateurs de site comme 4chan, ASSME et io9 soupçonnent l'authenticité de This Man et affirme qu'il s'agit d'une opération de guérilla marketing lorsqu'il découvre que Thisman.org est hébergé par le même entreprise qui héberge le site guerrigliamarketing.it,,, un faux site de publicité aux canulars subversifs et projets artistiques explorant la politique et la pornographie.
Natella a admis que ThisMan.org était simplement un stratagème de marketing, il n'a cependant jamais révélé de quoi c'en était la promotion; certaines sources, dont The Kernel, suggèrent qu'il était destiné à promouvoir un film du même nom de Bryan Bertino, scénariste et réalisateur de The Strangers (2008),. Ghost House Pictures achète ThisMan.org en mai 2010 et annonce l'écriture et la réalisation d'un film sur This Man, avec Bertino comme scénariste/réalisateur. Aucune autre annonce n'a été faite depuis sur le film.

## Dans d'autres médias
Quand This Man devient très populaire, les internautes publient plusieurs mèmes détournant le thème du mythe, et remplacent la composition faciale de This Man par des photos de têtes de personnages célèbres tels que Robbie Rotten, Karl Marx et Barack Obama,. Comedy Central a également produit sa propre parodie du dépliant qui utilisait le visage de Daniel Tosh.
Dans le manga DanDaDan, des ennemis arrivant dans le chapitre 83 ont l'apparence de this man.